# 奇利吉傑爾河
奇利希代爾河（烏克蘭語：Чилігідер），是烏克蘭的河流，位於該國西南部敖德薩州，屬於科吉利尼克河的支流，流經敖德薩州的博爾赫拉德區和別爾哥羅德-德涅斯特羅夫斯基區，河道全長60公里，流域面積334平方公里。